# Kahlenberge
Kahlenberge ist ein Wohnplatz im Ortsteil Pollitz der Gemeinde Aland der Verbandsgemeinde Seehausen (Altmark) im Landkreis Stendal in Sachsen-Anhalt.

## Geografie
Der Ort liegt einen Kilometer nordwestlich von Pollitz, acht Kilometer nordwestlich von Krüden, dem Sitz der Gemeinde Aland und 13 Kilometer nordwestlich der Hansestadt Seehausen (Altmark), dem Sitz der Verbandsgemeinde Seehausen (Altmark). Die Nachbarorte sind Müggendorf und Ziegelei im Nordosten, Wahrenberg und Braves Land im Osten, Pollitz im Südosten, Groß Garz im Süden, Deutsch im Südwesten, Drösede im Westen, sowie Bömenzien, Aulosen, Klein Wanzer und Wanzer im Nordwesten.

## Geschichte
Die erste Erwähnung stammt aus dem Jahr 1448 als Markgraf Friedrich die Welle mit zwei Hufen belehnte, zu denen sechs Stücke Land in dem Calenberge zcu krugen gehörten. Weitere Nennungen sind 1518 den Hoff thom Kalenberge, 1687 Kahlenbergk.
Um 1800 gehörte der Ort zum Seehausenschen Kreis in der Provinz Altmark; ein Teil der Kurmark der Mark Brandenburg. In einer Beschreibung dieser Landschaft von 1804 wurde das „Adelige Gut Calenberge“ als unweit Pollitz gelegen angegeben und mit vier Feuerstellen und 35 Einwohnern aufgeführt; nebst einem Förster und vier Einliegern. Darüber hinaus waren eine Windmühle, eine Ziegelei und 72 Scheffel Aussaat verzeichnet. Die Bewohner waren in Pollitz eingepfarrt, was zur Inspektion in Seehausen zählte. Die Adressörter waren Seehausen und Arendsee und als Besitzer wurde der „Kammerherr von Jagow in Pollitz“ angegeben.
Unweit der Gemarkungsgrenze zwischen Groß Wanzer und Pollitz stand nördlich von Kahlenberge Ende des 19. Jahrhunderts die Windmühle Kahlenberge

### Eingemeindungen
Im 19. Jahrhundert war der Ort ein landtagsfähiges Rittergut im Seehausenschen Kreis. Er wurde später jedoch kein selbständiger Gutsbezirk, sondern gehörte schon 1840 zum Gutsbezirk und späteren Ortsteil Pollitz.

### Einwohnerentwicklung
| Jahr | Einwohner |
| ---- | --------- |
| 1775 | 31        |
| 1789 | 28        |
| 1798 | 41        |
| 1801 | 35        |

| Jahr | Einwohner |
| ---- | --------- |
| 1818 | 18        |
| 1840 | 45        |
| 1871 | 11        |
| 1885 | 06        |

| Jahr | Einwohner |
| ---- | --------- |
| 1895 | 9         |
| 1905 | 8         |

Quelle:

## Religion
Die Evangelischen aus Kahlenberge sind in die evangelische Kirchengemeinde Pollitz eingepfarrt, die früher zur Pfarrei Groß Wanzer gehörte. Die Kirchengemeinde gehört heute zum Kirchengemeindeverband Beuster-Aland im Pfarrbereich Beuster des Kirchenkreises Stendal im Propstsprengel Stendal-Magdeburg der Evangelischen Kirche in Mitteldeutschland.
Die katholischen Christen gehören zur Pfarrei St. Anna in Stendal im Dekanat Stendal im Bistum Magdeburg.